# Taylor (chanson)
Pour les articles homonymes, voir Taylor.
Pistes de On and On
Traffic in the Sky Gone
Taylor est une chanson écrite par Jack Johnson, interprétée par ce dernier avec Adam Topol et Merlo Podlewski, qui parait sur l’album On and On. Cette chanson a atteint la 27e place dans le hit-parade australien et la 33e dans le néo-zélandais.